# John Christopher
Œuvres principales
- Trilogie Les Tripodes

John Christopher, né Sam Youd le 16 avril 1922 à Huyton dans le Lancashire et mort le 3 février 2012  à Bath dans le Somerset, est un auteur britannique, célèbre avant tout pour ses écrits de science-fiction.

## Carrière littéraire
Sam Youd, en science-fiction, a surtout écrit sous le pseudonyme de John Christopher : cette part de son œuvre compte en particulier le roman pour adultes, Terre brûlée (titre original : The Death of Grass), ainsi que la trilogie Les Tripodes (titre original : The Tripods), destinée en revanche à un public plus jeune.
John Christopher a remporté, en 1971, le Guardian Award, ainsi qu'en 1976, le Deutscher Jugendliteraturpreis (Prix d'Allemagne pour la Littérature de Jeunesse).
Sam Youd a écrit, outre John Christopher, sous de nombreux autres pseudonymes : Christopher Youd, Stanley Winchester, Hilary Ford, William Godfrey, William Vine, Peter Graaf, Peter Nichols et Anthony Rye.

## Biographie
Sam Youd est né dans le hameau de Huyton, près de Liverpool, dans le Lancashire. Son nom de famille, « Youd », est d'origine souvent débattue : beaucoup avancent une source hollandaise – ou plutôt, flamande[réf. souhaitée], du point de vue grammatical, "Youd" = en langue juive "homme juif" non-important les autres théories probables ou improbables de son nom de famille (– mais le plus probable est qu'il s'agisse d'un vieux nom du Cheshire, attesté dès le XVIe siècle dans le nord de l'Angleterre).
À l'âge de dix ans, il s'installe avec sa famille dans le Hampshire.
Après avoir fait toutes ses études secondaires à la Peter Symonds' School, dans la ville de Winchester (toujours dans le Hampshire), il fait son service militaire dans le Royal Corps of Signals, de 1941 à 1946.
En 1946, au sortir de l'armée, le jeune Sam Youd se voit décerner par la fondation Rockefeller une bourse littéraire récompensant le texte d'un roman qu'il présente - qui sera, en 1949, son premier roman publié : The Winter Swan, [Le Cygne d'hiver, inédit en français]. Il signera cette œuvre sous le pseudonyme Christopher Youd.
Ce premier prix, et cette publication, lui permettront, dès lors, de se consacrer à l'écriture.
Il publie d'abord plusieurs nouvelles de science-fiction (et continuera d'en publier tout au long de sa carrière). Viennent aussi, sous divers pseudonymes, plusieurs thrillers, comédies et romans d'une facture plus « classique ».
En 1966, il lui est demandé d'écrire pour la jeunesse. Deux ans plus tard, il met le point final à sa trilogie des Tripodes (Les Montagnes blanches, La Cité d'or et de plomb et Le Puits de feu) qui sera traduite en douze langues, et dont les deux premiers volets seront adaptés pour la télévision par la BBC en 1984-1985.
Onze autres volumes pour la jeunesse suivront, et parmi eux deux autres trilogies : Boule de feu, ainsi que - inédite en français - The Sword of the Spirits [L'Epée des esprits].
Le roman The Guardians (Les Gardiens, Duculot Travelling sur le futur), ouvrage primé en Angleterre, en Allemagne et aux États-Unis, a fourni en 1986 le feuilleton télévisé Die Wächter produit par la société allemande Bavaria, qui a également tiré en 1987 le film Leere Welt d'un autre de ses romans, Empty World.

## Œuvres

### Livres traduits en français uniquement
- 1956 : Terre brûlée (The Death of Grass)
- 1962 : L'Hiver éternel (The World in Winter)

### TrilogieLes Tripodes
- 1967 : Les Montagnes blanches (The White Mountains)
- 1967 : La Cité d'or et de plomb (The City of Gold and Lead)
- 1968 : Le Puits de feu (The Pool of Fire)

### TrilogieBoule de feu
- 1981 : Boule de feu (Fireball)
- 1983 : Nouveau Monde (New Found Land)
- 1986 : La Danse du dragon (Dragon Dance)

### Personnages principaux
- Will Parker (le narrateur) : fils d'un meunier anglais.
- Henry Parker : cousin et grand rival de Will.
- Jean-Paul Deliet dit « Beanpole » ou « Zhanpole » : jeune Français féru de science.
- Fritz Eger : jeune Allemand taciturne.
- Julius : chef des humains libres.

## Nouvelles
- Le Grand Saut, 1956 ((en) The Drop, 2018)Parue dans Galaxie no 31. Également parue sous le titre À balancer ! dans l'anthologie Histoires de rebelles aux éditions Le Livre de poche en 1984

## Adaptations
- Les romans Les montagnes blanches et La cité d'or et de plomb ont été adaptés en série télévisée sous le titre Les Tripodes.